# Modelo (Santa Catarina)
Pour les articles homonymes, voir Modelo.
Modelo est une ville brésilienne située dans la mésorégion Ouest de Santa Catarina, dans l'État de Santa Catarina.

## Géographie
Modelo se situe par une latitude de 26° 46′ 42″ sud et par une longitude de 53° 03′ 19″ ouest, à une altitude de 470 mètres.
Sa population était de 4 047 habitants au recensement de 2010. La municipalité s'étend sur 93 km2.
Elle fait partie de la microrégion de Chapecó, dans la mésorégion Ouest de Santa Catarina.

## Villes voisines
Modelo est voisine des municipalités (municípios) suivantes :
- Bom Jesus do Oeste
- Cunha Porã
- Maravilha
- Pinhalzinho
- Saudades
- Serra Alta
- Sul Brasil